# 代将

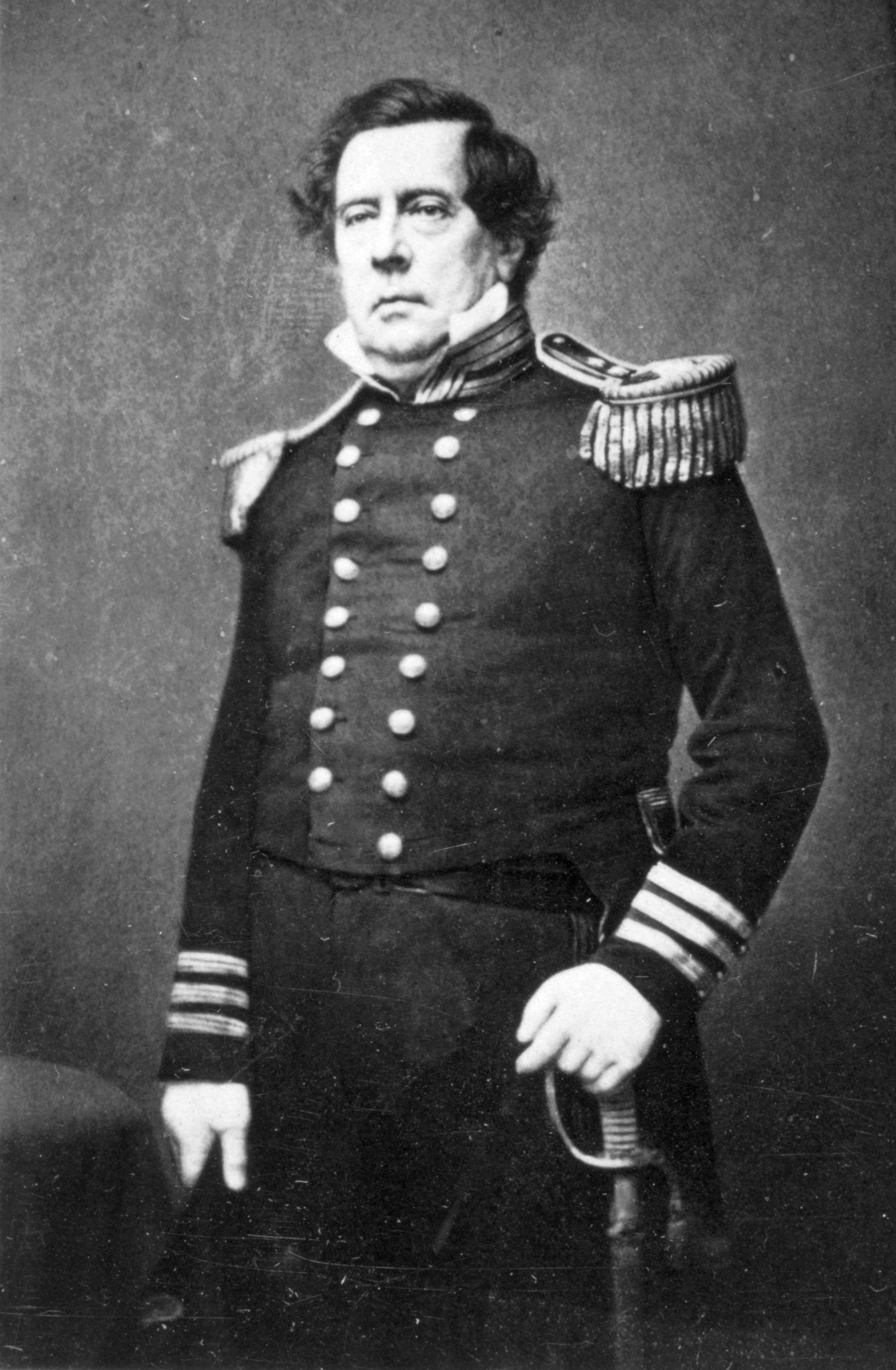
マシュー・ペリー米海軍代将

代将（だいしょう、蘭: Commandeur、英: Commodore）は、海軍の階級又は職位の一つ。
本来は将官の階級にない艦長或は大佐が艦隊・戦隊等の司令官の任に当たる場合に、その期間のみ与えられる職位を指したが、国によっては階級となっている。また、陸軍や空軍のOF-6相当官で佐官として扱われる場合は代将、将官として扱われる場合は准将と使い分けするケースも見られる。

## 沿革
中世ヨーロッパでは複数の艦船で艦隊を編成する際、その指揮の任に当たる者にアドミラル（英: Admiral、仏: Amiral、蘭: Admiraal）の称号を与えていた。アドミラルは等級分けされており、それらを総称して、例えばイギリスでは“Flag officer”（海軍将官）と呼ばれるようになった。やがて、将官が身分化して昇任に定員や年功等の理由による制約が出来るようになると、将官の資格を有する者がいない場合、最先任の艦長が艦長の身分のまま複数の艦の指揮をするケースが生じるようになった。そして、それらの者に“代将”の称号が与えられるようになった。代将の制度を最初に設けたのは、第一次英蘭戦争の頃のオランダ海軍であるとされている。
海軍の軍人にも階級が整備されるようになった後も、「司令官たる大佐」を「艦長たる大佐」よりも上位に位置づける必要があり、将官ではないが「司令官たる大佐」に将官の代理として代将の職位或は階級が設けられている。特にアメリカ合衆国の場合は、19世紀まで海軍将官に任命するには議会の議決が必要となるという手続の煩雑さがあったために、艦隊の指揮官を代将に任じる場合が多かった。

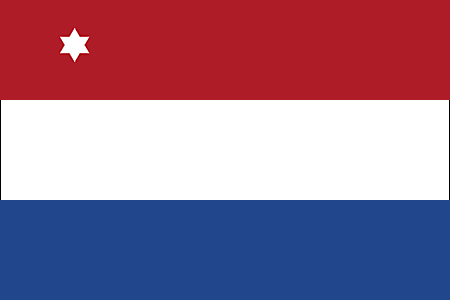
オランダ海軍の代将旗
オランダ海軍の代将の袖章
イギリス海軍の代将旗
イギリス海軍の代将の袖章および肩章(2004年以降)

## 各国の代将
海軍士官の他の職制が階級となった後も、代将を階級ではなく職制上の地位とする海軍が多い。日本海軍や海上自衛隊のほか中華民国海軍の代将もそれである。また、大佐とは別個の階級とする場合であっても、英国海軍のCommodore（NATO階級符号のOF-6相当）のように佐官に位置づけられることが多い。一方准将の場合、英国陸軍准将 (Brigadier)および空軍准将 (Air Commodore) は佐官に分類されるが、将官の最下級と位置付けている国も多い。
アメリカでは代将を廃して全ての代将を少将に任用したことを契機に、陸軍准将との均衡が問題となって、陸軍准将が将官に格上げされるなどのこともあった（代将 (アメリカ海軍)#将官の必要性）。また、フランス海軍のように准将制度のある国でも代将たる大佐の職位があり、それに伴う代将旗がある。
海上自衛隊では、代将の階級は存在しないが、代将旗が制定されている（海上自衛隊旗章規則第2条第1項第11号）。代将旗は海将旗（第9号）、海将補旗（第10号）、隊司令旗（甲）（第12号）、隊司令旗（乙）（第13号）及び長旗（第14号）と共に「指揮官旗」と総称され（第4項）、制式は同規則別図に定められている（第3条）。そして、他の指揮官旗と同様に、特定の司令職を務める1等海佐が乗組んでいる場合には自衛艦等代将旗が掲揚される。掲揚される場合とは、同規則によると
とされている。
自衛隊内で代将の呼称が使われることはないが、諸外国軍からはコモドール（コモド―）の呼称を受ける。

大日本帝国海軍の代将旗
海上自衛隊の代将旗
満州帝国の代将旗
フランス海軍の代将旗